# Mitra Abbaspour
Mitra Monir Abbaspour es una curadora de arte estadounidense y especialista en historia del arte de Medio Oriente. Es curadora de arte moderno y contemporáneo de Houghton y jefa de la división de arte moderno y contemporáneo de los Museos de Arte de Harvard.

## Biografía
Abbaspour obtuvo una licenciatura en arte de estudio e historia del arte de Scripps College en 1999. Estudió en Madrid en 1998 donde realizó prácticas para el director de la Galerîa Metta. En 2000, diseñó una base de datos educativa de la colección permanente de la Galería de Arte Sweeney de la Universidad de California en Riverside (UCR). Obtuvo una maestría en historia del arte de la UCR en 2001. Su tesis de maestría se tituló Trans-national, cultural, and corporeal spaces: the territory of the body in the artwork of Shirin Neshat and Mona Hatoum (Espacios transnacionales, culturales y corpóreos: el territorio del cuerpo en la obra de arte de Shirin Neshat y Mona Hatoum).
Fue curadora asistente, escritora y directora de relaciones públicas en el Museo de Fotografía de la UCR/California. Más tarde se convirtió en curadora asociada del Museo de Arte Moderno (MoMa). Obtuvo una maestría en Historia del Arte del Centro de Postgrado de CUNY.
En 2016, se convirtió en curadora de arte moderno y contemporáneo de Haskell en el Museo de Arte de la Universidad de Princeton. En agosto de 2023, fue nombrada curadora de arte moderno y contemporáneo de Houghton y jefa de la división de arte moderno y contemporáneo de los Museos de Arte de Harvard.